# Isopet
Isopet (o ysopet) è il nome dato in epoca medievale a raccolte in lingua francese di favole di Esopo (o presunte tali).

## Storia
Durante il medioevo i volgarizzamenti di favole in francese, come più tardi in italiano, furono numerosi.
Le favole di Esopo in epoca medievale erano tramandate attraverso due vie distinte: 
- da una silloge in prosa di favole, chiamata comunemente Romulus, messa insieme probabilmente nel IX secolo partendo da manoscritti di Fedro a noi ignoti, che probabilmente contenevano numerose aggiunte (su 85 favole oltre 30 non sono davvero di Fedro, poeta che peraltro venne riscoperto solo nel XVI secolo);
- dalle favole in lingua greca di Babrio note attraverso una traduzione latina di Aviano, nota in Francia in epoca medievale come Avionnet

Dalla prima silloge nel XII secolo nacquero:
- una redazione in distici elegiaci latini di 60 favole di Gualterus Anglicus (58 derivate dal Romulus e due da altre fonti)
- l'isopet di Maria di Francia, che tuttavia attinse anche a un volgarizzamento in antico inglese attribuito ad Alfredo il Grande.

Gli ultimi due isopet a loro volta diedero origine, in Italia, alle volgarizzazioni del XIV e del XV secolo note col nome di Esopo volgare. Gualterus Anglicus fu tradotto in varie regioni italiane, soprattutto in Veneto; dall'isopet di Maria di Francia derivarono invece gli esopi toscani detti Palatino e Laurenziano. Nello stesso periodo in Germania veniva pubblicata  l'"Esopo" in lingua tedesca dell'umanista Burkard Waldis.
Un isopet del XV secolo fu la volgarizzazione in prosa di Esopo da parte di Guillaume Tardif, dopo che dall'Italia giunse in Francia la versione latina delle favole di Esopo tradotte da Lorenzo Valla.